# Kiowa (taal)

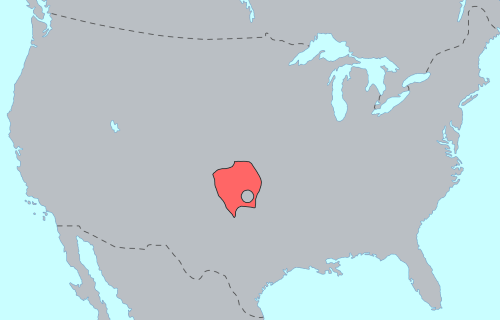
Historische verbreiding van het Kiowa

Kiowa of  Cáuijògà is een indiaanse taal die gesproken werd door de Kiowa en behoort tot de Kiowa-Tanotalen. Tegenwoordig wordt de taal nog gesproken door een aantal leden van de Kiowa Tribe of Oklahoma in Oklahoma. In 1984 werd het aantal sprekers geschat op 400. Kinderen leerden de taal nauwelijks meer. Recentere schattingen van het aantal personen dat vloeiend Kiowa spreekt zijn 300 (1999), 400 (2006) en 100 (2013). De Kiowa Tribe of Oklahoma biedt wekelijkse lessen aan in Kiowa, en ook de University of Tulsa, de University of Oklahoma en de University of Science and Arts of Oklahoma bieden Kiowa aan als vak.

## Geschiedenis
Het Kiowa is verwant aan de talen van verschillende Pueblovolkeren in het zuidwesten van de Verenigde Staten. William Meadows beschrijft in New Data on Kiowa Protohistoric Origins (2016) een reconstructie van de vroegste geschiedenis van het Kiowa: Proto-Kiowa-Tano werd gesproken binnen de Anasazicultuur op het Colorado Plateau. Het dialect dat de voorloper was van Kiowa werd gesproken in het oosten van dit gebied, en raakte rond 450 n.Chr. geïsoleerd van de andere dialecten. De sprekers ervan maakten vervolgens deel uit van de Fremontcultuur, tot deze cultuur rond 1300 verdween. Daarna migreerden de sprekers van Kiowa naar het noorden, waar ze uiterlijk in de late 17e eeuw arriveerden in het brongebied van de Yellowstone in Montana. Vanuit Montana zijn de Kiowa ten slotte via de Black Hills naar het zuiden van de Great Plains getrokken, waar ze leefden tot ze zich in de tweede helft van de 19e eeuw in een reservaat in Oklahoma moesten vestigen.